# PTRD-41
O PTRD-41 (ProtivoTankovoye Ruzhyo Degtyaryova; Противотанковое однозарядное ружьё системы Дегтярёва образца 1941 года, "Fuzil antitanque de tiro único de sistema Degtyarev, modelo 1941") era um fuzil antitanque monotiro produzido e usado desde o início de 1941 pelo Exército Vermelho soviético durante a Segunda Guerra Mundial. Era uma arma de tiro único que disparava o cartucho 14,5×114mm, capaz de penetrar tanques alemães como o Panzer III e os primeiros modelos do Panzer IV. Embora incapaz de penetrar na blindagem frontal dos tanques alemães do final da guerra, ele poderia penetrar em sua blindagem lateral mais fina a curta distância, bem como em armas autopropulsadas de blindagem fina e semilagartas.

## História

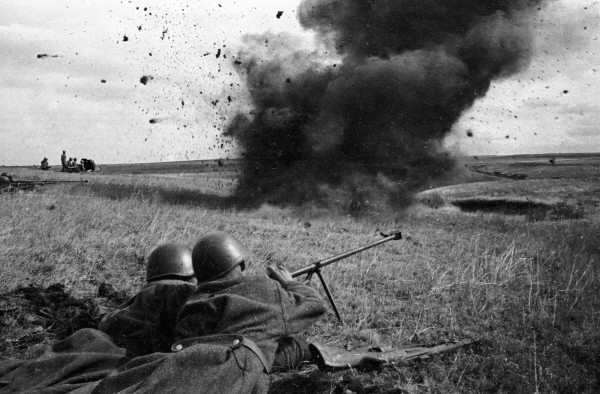
Fuzileiros antitanque com PTRD no saliente de Kursk.

Em 1939, durante a invasão soviética da Polônia, a URSS capturou centenas de fuzis antitanque poloneses kb ppanc wz. 35, que se mostraram eficazes contra tanques alemães durante a Campanha de Setembro. O engenheiro russo Vasily Degtyaryov copiou sua trava e diversas características do Panzerbüchse 38 alemão quando a produção apressada de um fuzil antitanque foi encomendada em julho de 1941.
O PTRD e o similar, porém semiautomático, PTRS-41 eram as únicas armas antitanque individuais disponíveis para o Exército Vermelho em grande número após o início da guerra com a Alemanha. A bala perfurante de 14,5 mm tinha uma velocidade inicial de 1.012 m/s. A bala de 64 g tinha um núcleo de aço de 39 g e podia penetrar cerca de 30 mm de blindagem a 500 m e 40 mm de blindagem a 100 m. Durante a invasão inicial, e de fato ao longo da guerra, a maioria dos tanques alemães possuía blindagem lateral inferior a 40 mm (Panzer I e Panzer II: 13–20 mm, séries Panzer III e Panzer IV: 30 mm, Panzer V Panther (estreia em combate em meados de 1943): 40–50 mm).
Os fuzis antitanque capturados pelos alemães receberam a designação de 14.5 mm PzB 783(r). Após a Segunda Guerra Mundial, o PTRD também foi amplamente utilizado pelas forças armadas norte-coreanas e chinesas na Guerra da Coreia. Durante esta guerra, William Brophy, um oficial do Corpo de Material Bélico do Exército dos Estados Unidos, montou um cano de .50 BMG (12,7 mm) em um PTRD capturado para examinar a eficácia de tiros de longo alcance. Além disso, os EUA também capturaram vários PTRD na Guerra do Vietnã. A arma provou ser eficaz até 1.800 m.

## Operadores

### Atuais

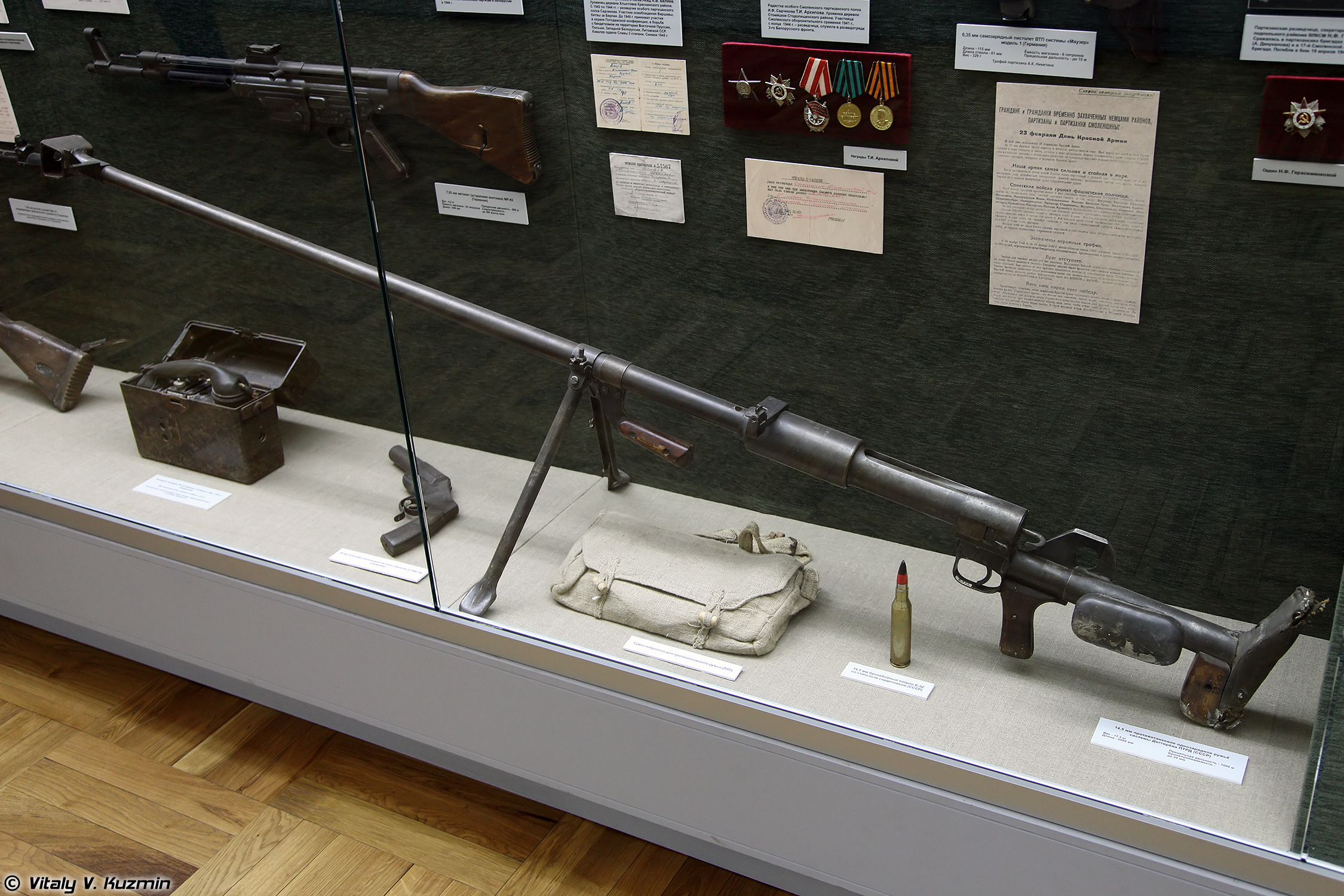
Fuzil PTRD no museu da Grande Guerra Patriótica em Smolensk

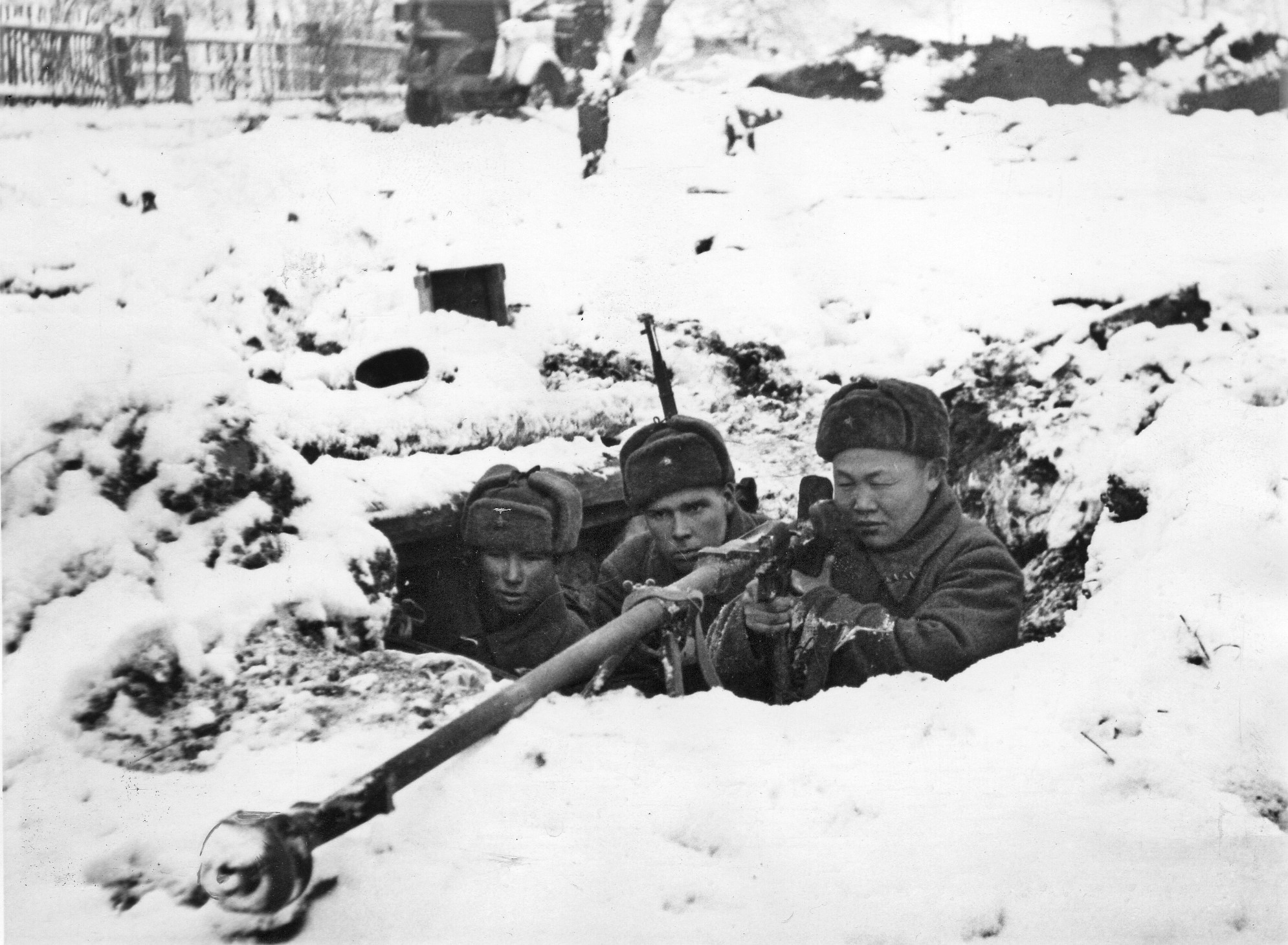
Soldados soviéticos com PTRD-41 defendendo Moscou, 1942.

- República Popular de Donetsk: Usado por milícias pró-Rússia em 2014.[11]
- Rússia: Uso limitado na Guerra Civil Síria.[12]
- Ucrânia: Uso limitado na Guerra em Donbas.[12]

### Antigos
- Bulgária: Equipada com 300 itens (tanto PTRD quanto PTRS) pela União Soviética entre 1944 e 1945, vistos em operações de combate.
- China: Usada na Guerra Civil Chinesa, mais tarde pelo Exército Voluntário do Povo durante a Guerra da Coréia.
- Tchecoslováquia: Usada pelo 1º Corpo do Exército da Tchecoslováquia na URSS.
- Alemanha Nazista: Capturada e usada pela Wehrmacht sob o título Panzerbüchse 783(r).[9]
- Coreia do Norte: Equipada pela URSS, viu extenso combate na Guerra da Coreia contra tanques leves M24.[13]
- Polônia: Usado pela 1ª Divisão de Infantaria Tadeusz Kościuszko em 1943 e depois por outras divisões polonesas.
- Vietnã do Norte: Em estoque, usado pelos vietcongues na Guerra do Vietnã.[1]
- União Soviética: Amplamente usado na Frente Oriental pelo Exército Vermelho.[13]